# Pinkalicious & Peterrific
Pinkalicious & Peterrific (no Brasil O Mundo Rosa dos Pinkerton) é uma série de desenho animada estadunidense baseada nos livros Pinkalicious, de Victoria e Elizabeth Kann. O programa estreou na PBS Kids em 19 de fevereiro de 2018.  Projetado para incentivar as crianças em idade pré-escolar para explorar as artes e desenvolver a sua criatividade, a série segue Pinkalicious e seu irmão Peter. Cada episódio incluirá duas histórias de onze minutos em live-action. A WGBH está trabalhando com Sixteen South para produzir 38 episódios em 2018.  Em 2022, está disponível no Brasil pelo serviço de vídeo sob demanda Discovery+.[carece de fontes?]

## Episódios
| No. | Título                                  | Exibição Original    | Cód. prod. |
| --- | --------------------------------------- | -------------------- | ---------- |
| 1   | "Fairy House/Pinkabotta & Peterbotta"   | Fevereiro 20, 2018   | 101        |
| 2   | "Slumber Party/Puptastic"               | Fevereiro 21, 2018   | 102        |
| 3   | "Invisible Band/Best Pink Present"      | Fevereiro 22, 2018   | 103        |
| 4   | "Dancing Shoes/No Honking"              | Fevereiro 26, 2018   | 104        |
| 5   | "Sand Palace/Zoo Day"                   | Fevereiro 27, 2018   | 105        |
| 6   | "Plantastically Pink/Painting Pixie"    | Fevereiro 28, 2018   | 106        |
| 7   | "Pinkalicious/Glitterizer"              | Março 5, 2018        | 107        |
| 8   | "All Tangled Up/Above the Clouds"       | Março 6, 2018        | 108        |
| 9   | "Snow Fairy/To Catch a Leaf"            | Março 12, 2018       | 109        |
| 10  | "Peter's Blues/Pink Raspberry"          | Março 19, 2018       | 110        |
| 11  | "Pink Lemonade/Pink Shoes"              | Maio 14, 2018        | 111        |
| 12  | "Gnome More Nonsense/Space Dancing"     | Maio 15, 2018        | 112        |
| 13  | "Indoor Camp-In/The Flutterbugs"        | Maio 16, 2018        | 113        |
| 14  | "Secret Sculpture/The Celebrator"       | Maio 17, 2018        | 114        |
| 15  | "Sweet Pea Pixie/Pink Piper"            | Maio 18, 2018        | 115        |
| 16  | "Cha-Cha-Licious/Show and Smell"        | Julho 30, 2018       | 116        |
| 17  | School Rules/Scooterboy                 | 6 de agosto de 2018  | 117        |
| 18  | Garden Gnome Party/That Unicorn Feeling | 13 de agosto de 2018 | 118        |
| 19  | Missing Squeakykins/The Cloud-O-Matic   | 20 de agosto de 2018 | 119        |
| 20  | Dream Salon/The Duck Stops Here         | 27 de agosto de 2018 | 120        |

## Ligações Externas
«Sítio oficial»
. no IMDb. 